# Wrong Turn (serie cinematográfica)
Wrong Turn es una serie de películas de terror estadounidense creada por el director Rob Schmidt y los escritores Alan B. McElroy, Adam Cooper y Bill Collage (sin acreditar). La serie consta de siete películas, cinco de las cuales comparten la misma continuidad, mientras que las dos últimas sirven como reinicio.
Las películas se centran originalmente en varias familias de caníbales deformes que cazan y matan a un grupo de personas en Virginia Occidental de formas horribles mediante el uso de una mezcla de trampas y armas. La película reinicia presenta una secta centenaria en Virginia que responde violentamente a los forasteros que se entrometen en su civilización autosuficiente. La serie de películas se hizo conocida principalmente como una franquicia directa a video que recaudó 21,8 millones de dólares en ventas de viviendas.

## Películas
| Película                        | fecha de lanzamiento en EE. UU. | Director(es)   | Guionista(s)            | Productor(es)                                          |
| ------------------------------- | ------------------------------- | -------------- | ----------------------- | ------------------------------------------------------ |
| Wrong Turn                      | 30 de mayo de 2003              | Rob Schmidt    | Alan B. McElroy         | Stan Winston, Brian Gilbert, Erik Feig y Robert Kulzer |
| Wrong Turn 2: Dead End          | 9 de octubre de 2007            | Joe Lynch      | Turi Meyer y Al Septién | Jeff Freilich                                          |
| Wrong Turn 3: Left for Dead     | 20 de octubre de 2009           | Declan O'Brien | Connor James Delaney    | Jeffery playa y Phillip Roth                           |
| Wrong Turn 4: Bloody Beginnings | 25 de octubre de 2011           | Declan O'Brien | Declan O'Brien          | Kim Todd                                               |
| Wrong Turn 5: Bloodlines        | 23 de octubre de 2012           | Declan O'Brien | Declan O'Brien          | Jeffery playa y Phillip Roth                           |
| Wrong Turn 6: Last Resort       | 21 de octubre de 2014           | Valeri Milev   | Frank H. Woodward       | Jeffery playa y Phillip Roth                           |
| Wrong Turn                      | 26 de enero de 2021             | Mike Nelson    | Alan B. McElroy         | James Harris y Robert Kulzer                           |

### Wrong Turn(2003)
En la primera película, One Eye, Saw Tooth y Three Finger acechan a un grupo de seis personas. Chris Flynn (Desmond Harrington) se ve obligado a dar un rodeo tras un derrame químico en la carretera. Gira en sentido contrario y choca contra otro vehículo que ya había sido víctima de una de las trampas de los montañeses. Mientras buscan ayuda en la cabaña de los tres monstruosos montañeses, son perseguidos uno por uno. Al final, Chris y Jessie Burlingame (Eliza Dushku) sobreviven.

### Wrong Turn 2: Dead End(2007)
La segunda película presenta nuevos caníbales: mamá, papá, hermano y hermana. Three Finger y el Viejo son los únicos personajes que regresan de la primera película. Esta vez, los caníbales cazan a un grupo de concursantes de un reality show que participan en un reality show de supervivencia.

### Wrong Turn 3: Left for Dead(2009)
Wrong Turn 3: Left for Dead presenta a un grupo de funcionarios de prisiones y convictos. El personaje que regresa, Three Finger, hace que el autobús de transporte se estrelle, lo que permite a los convictos escapar y tomar prisioneros a los oficiales de prisión supervivientes, Nate (Tom Frederic) y Walter (Chucky Venn). Mientras huyen, los convictos y sus prisioneros se topan con un camión perdido que transportaba miles de dólares, así como con Alex Miles (Janet Montgomery), que ha estado perdida en el bosque desde que Three Finger mató al resto de sus amigos. Finalmente, Chávez mata a Three Toes (sobrino de Three Finger). Three Finger encuentra la cabeza cortada de Three Toes, lo que lo enfurece. Crea un santuario y deja la cabeza expuesta en su cabaña. El único convicto superviviente, Brandon, convence a Nate de su inocencia y queda en libertad. Nate regresa más tarde al camión para robar el dinero que quería Chávez. Pero Brandon le dispara por la espalda con un arco y una flecha y se queda con el dinero. Un caníbal desconocido aparece detrás de Brandon y lo golpea con un tosco garrote, matándolo y dejando a Alex como el único superviviente de la película.

### Wrong Turn 4: Bloody Beginnings(2011)
Esta película cuenta la historia de fondo de los tres asesinos originales y muestra su infancia. También muestra la historia de los tres hermanos. La historia se centra en un grupo de nueve adolescentes que toman un giro equivocado mientras conducen sus motos de nieve y buscan su cabaña. Terminan en un viejo manicomio abandonado que todavía está habitado por Three Finger, Saw Tooth y One Eye. Los amigos deciden pasar la noche en el manicomio y son atacados por los hermanos Hilker. Al final de la película, los nueve adolescentes están muertos. La película sirvió como precuela de la primera película.

### Wrong Turn 5: Bloodlines(2012)
Se revela que Maynard es un asesino en serie que ha estado huyendo durante más de treinta años y ahora está confabulado con los tres hermanos caníbales. Se refiere repetidamente a ellos como "mis muchachos" y sus parientes. A lo largo de la película, los hermanos intentan sacar a Maynard de la cárcel y matar a los estudiantes universitarios y a la sheriff Angela Carter (Camilla Arfwedson), mientras el resto de la ciudad está en el festival. La película termina con Maynard y los tres hermanos escapando con la joven estudiante universitaria ciega Lita (Roxanne McKee) como cautiva.

### Wrong Turn 6: Last Resort(2014)
En la sexta entrega, Danny (Anthony Ilott) descubre a su familia perdida hace mucho tiempo mientras lleva a sus amigos a Hobb Springs, un centro turístico olvidado en lo profundo de las colinas de Virginia Occidental. Luego, Danny tiene que elegir entre su familia o sus amigos, ya que su familia los mata uno por uno. La película no sigue la continuidad de sus predecesoras y sirve más bien como un reinicio.

### Wrong Turn(2021)
Conocida internacionalmente como Wrong Turn: The Foundation, la segunda película de reinicio sigue a seis amigos que caminan por el sendero de los Apalaches y que son perseguidos por la Fundación cuando sin darse cuenta se entrometen en las tierras de la comunidad.

## Reparto
|  | Este artículo o sección necesita referencias que aparezcan en una publicación acreditada. Busca fuentes: «Wrong Turn (serie cinematográfica)» – noticias · libros · académico · imágenesPuedes avisar al redactor principal pegando lo siguiente en su página de discusión: {{sust:Aviso referencias\|Wrong Turn (serie cinematográfica)}} ~~~~Uso de esta plantilla: {{Referencias\|t={{sust:CURRENTTIMESTAMP}}}}Atención: Por ahora no estamos clasificando los artículos para referenciar por Young. Por favor, elige una categoría de esta lista.Atención: Por ahora no estamos clasificando los artículos para referenciar por Y. Por favor, elige una categoría de esta lista. |

|  | Este artículo o sección necesita referencias que aparezcan en una publicación acreditada. Busca fuentes: «Wrong Turn (serie cinematográfica)» – noticias · libros · académico · imágenesPuedes avisar al redactor principal pegando lo siguiente en su página de discusión: {{sust:Aviso referencias\|Wrong Turn (serie cinematográfica)}} ~~~~Uso de esta plantilla: {{Referencias\|t={{sust:CURRENTTIMESTAMP}}}}Atención: Por ahora no estamos clasificando los artículos para referenciar por Young. Por favor, elige una categoría de esta lista.Atención: Por ahora no estamos clasificando los artículos para referenciar por Y. Por favor, elige una categoría de esta lista. |

|  | Este artículo o sección necesita referencias que aparezcan en una publicación acreditada. Busca fuentes: «Wrong Turn (serie cinematográfica)» – noticias · libros · académico · imágenesPuedes avisar al redactor principal pegando lo siguiente en su página de discusión: {{sust:Aviso referencias\|Wrong Turn (serie cinematográfica)}} ~~~~Uso de esta plantilla: {{Referencias\|t={{sust:CURRENTTIMESTAMP}}}}Atención: Por ahora no estamos clasificando los artículos para referenciar por Young. Por favor, elige una categoría de esta lista.Atención: Por ahora no estamos clasificando los artículos para referenciar por Y. Por favor, elige una categoría de esta lista. |

## Personajes
La serie de películas Wrong Turn ha presentado varios caníbales diferentes. Todos los caníbales son hostiles hacia los personajes que encuentran y no muestran remordimiento por sus víctimas. Los caníbales son retratados como mudos, pero muestran la capacidad de comunicarse entre sí. También muestran la capacidad mental para operar maquinaria y vehículos. Los caníbales permanecen juntos en grupos y parecen ser el resultado del incesto.

### Tres dedos
Three Finger es el principal antagonista de la serie de películas Wrong Turn. Es un caníbal con una gran deformidad física provocada por sustancias químicas tóxicas a las que estuvo expuesto al nacer, junto con sus dos hermanos. Es un experto fabricante de trampas y las elabora tan bien que a menudo matan a sus víctimas antes de que pueda perpetrar horribles actos de violencia contra ellas.
- En Wrong Turn (2003), hizo su primera aparición junto a sus dos hermanos, atacando al estudiante de medicina Chris Flynn y al grupo de amigos incluidos Jessie Burlingame, Carly Marquez, Scott, Evan y Francine. Sin embargo, al final del En la película, Three Finger logra sobrevivir ya que fue visto por última vez matando al ayudante del sheriff mientras investiga la cabaña destruida. Sin embargo, presumiblemente sus hermanos estaban muertos.
- En Wrong Turn 2: Dead End, se le ve matando a Kimberly cortándola por la mitad con la ayuda de Brother, un miembro de la familia caníbal. Luego, él y la familia mutante comienzan su brutal asalto contra el resto de los concursantes cuando mató con éxito a Neil, un miembro del equipo de televisión y capturó al coronel Dale Murphy con la ayuda de Pa. Más tarde, se lo vio torturando a Dale en su cabaña, pero Dale de alguna manera logra escapar antes de involucrar a Three Finger en una pelea con cuchillos. Durante la pelea, Dale logra dispararle a Three Finger en el pecho con una escopeta y, como resultado, se le dio por muerto, pero sobrevive.
- En Wrong Turn 3: Left For Dead, intenta matar a un grupo de excursionistas y prisioneros, y al final de la película lo matan, lo apuñalan en la cabeza con su gancho y lo explotan encima de un automóvil.
- Wrong Turn 4: Bloody Beginnings, la cuarta entrega de la franquicia, es una historia del origen de los caníbales mutantes que muestra cómo surgieron.
- En Wrong Turn 5: Bloodlines él es el antagonista junto a sus dos hermanos originales. Durante la serie, lo volaron, lo apuñalaron, lo empalaron y le dispararon varias veces y, sin embargo, sobrevive; También es muy hábil para crear trampas que matarán instantáneamente a las víctimas antes de que termine su cruel trabajo con ellas. Además, también tiene la capacidad antinatural de regenerarse.
- En Wrong Turn 6: Last Resort, regresa junto a sus dos hermanos originales.

### Dientes de sierra
Saw Tooth, al igual que sus dos hermanos, aparece por primera vez en Wrong Turn (2003). Es el más grande y fuerte de la familia y parece ser el líder de su rama familiar, ya que es el hermano mayor de Three Finger and One Eye. Muere al final de la primera película y no vuelve a aparecer hasta la primera precuela, Wrong Turn 4: Bloody Beginnings, Wrong Turn 5: Bloodlines y luego Wrong Turn 6: Last Resort.

### Un ojo
One Eye, el menos dañino de los tres, aparece por primera vez en Wrong Turn (2003). Al igual que Saw Tooth, muere en la primera película y no vuelve a aparecer hasta la cuarta, quinta y sexta.

### Maynard Odets
El Patriarca de los caníbales que apareció en las dos primeras películas y en la quinta.

### Otros caníbales
Wrong Turn 2: Dead End presenta a una familia de cuatro caníbales llamados Mamá, Papá, Hermano y Hermana. Se muestra que los dos hermanos menores tienen una relación incestuosa; La hermana incluso se pone extremadamente celosa y enojada cuando descubre a su hermano masturbándose mientras espía a una bella chica humana, a la cual mata brutalmente. Mamá da a luz a un bebé mutante antes de que ella (y el resto de su familia) mueran. La segunda película termina con Three Finger cuidando al bebé. El bebé pasa a ser conocido como Three Toes en Wrong Turn 3: Left for Dead. Three Toes es asesinado por un grupo de convictos y su cabeza queda como advertencia. Three Finger encuentra la cabeza cortada de Three Toes, lo que lo enfurece. Crea un santuario y deja la cabeza expuesta en su cabaña. Al final de la tercera película, aparece otro caníbal y mata a Brandon. La sexta película presenta a Danny, Sally y Jackson.

### La Fundación
El reinicio de The Wrong Turn (2021) presenta a la Fundación, una civilización autosuficiente que ha vivido en el Camino de los Apalaches desde el siglo XIX. Son hostiles a cualquier extraño que se entrometa en su aislada comunidad.

#### Venable / Cráneo de carnero
El líder de la Fundación.

#### Cullen / Cráneo de jabalí
Miembro de la Fundación.

#### Morgan / Cráneo de ciervo
Miembro de la Fundación.

#### Estandar / Calavera de lobo
Miembro de la Fundación.

#### Edith
Miembro de la Fundación.

#### Rutia
Una joven muda y miembro de la Fundación.

## Recepción

### Rendimiento de taquilla
| Película          | fecha de lanzamiento en EE. UU. | Taquilla bruta    | Taquilla bruta   | Taquilla bruta | Presupuesto              | Referencia |
| Película          | fecha de lanzamiento en EE. UU. | América del norte | Otro territorios | Mundial        | Presupuesto              | Referencia |
| ----------------- | ------------------------------- | ----------------- | ---------------- | -------------- | ------------------------ | ---------- |
| Wrong Turn (2003) | 30 de mayo de 2003              | $15,418,790       | $13,231,785      | $28,260,575    | 12,6 millones de dólares | [ 6 ]      |
| Wrong Turn (2021) | 26 de enero de 2021             | $1,251,184        | $3,578,742       | $4,829,926     |                          | [ 7 ]      |
| Total             | Total                           | $16,669,974       | $16,810,527      | $33.090.501    |                          |            |

### Respuesta crítica y pública
| Película                        | Rotten Tomatoes    | Metacritic      | CinemaScore |
| ------------------------------- | ------------------ | --------------- | ----------- |
| Wrong Turn (2003)               | 40% (82 opiniones) | 32 (17 reseñas) | C-          |
| Wrong Turn 2: Dead End          | N/A                | N/A             |             |
| Wrong Turn 3: Left for Dead     | N/A                | N/A             |             |
| Wrong Turn 4: Bloody Beginnings | 57% (7 opiniones)  | N/A             | N/A         |
| Wrong Turn 5: Bloodlines        | N/A (3 reseñas)    | N/A             | N/A         |
| Wrong Turn 6: Last Resort       | N/A (1 reseña)     | N/A             | N/A         |
| Wrong Turn (2021)               | 65% (65 reseñas)   | 46 (7 reseñas)  | N/A         |

## Música

### Bandas sonoras
| Título                                                        | fecha de lanzamiento en EE. UU. | Longitud | Interpretado por | Etiqueta                        |
| ------------------------------------------------------------- | ------------------------------- | -------- | ---------------- | ------------------------------- |
| Giro equivocado: banda sonora original de la película         | 3 de junio de 2003              | 45:43    | Elia Cmiral      | Varèse Sarabande                |
| Giro equivocado: banda sonora de la película                  | 1 de julio de 2003              | 47:01    | Varios artistas  | Registros a orillas del lago    |
| Wrong Turn 2: Dead End (Banda sonora original de la película) | 18 de septiembre de 2007        | 52:11    | Bear McCreary    | Registros de la tierra de La-La |
| Giro equivocado: La Fundación (banda sonora original)         | 25 de febrero de 2021           | 65:01    | Stephen Lukach   | Königskinder Música             |